# アリス・ケッペル
アリス・フレデリカ・エドモンストン・ケッペル（Alice Frederica Edmonston Keppel, 1869年10月14日 - 1947年9月11日）は、イギリス国王エドワード7世の愛妾（Royal Mistress）。
「La Favorita」（お気に入り）の呼び名と共にエドワード7世の最愛の女性として知られる。

## 生涯
第四代ダントレスのエドモンストン準男爵ウィリアム・エドモンストン（イギリス海軍の元提督、ビクトリア女王の廷臣、保守党の政治家）の末子として、ケント州ウーリッジで誕生した。母はメアリー・エリザベス・パーソンズ（パーソンズ中佐の娘）。11人きょうだいで、そのうちアリスを含む9人が成人した。アリスには兄1人と姉7人がいた。兄姉の中では、年の近いダニーデン子爵夫人メアリー・クレメンティーナ・エドモンドストン（1857年 - 1922年）、第5代準男爵アーチボルド・エドモンストン（1867年5月30日 - 1954年4月1日）などと仲が良かった。
エドモンストン一族は、九世紀にスウェーデンを統治した半伝説的な王エリク・アーヌンドソンを祖とすると言われるスコットランドの有力氏族で、古くからのステュアート家の同盟氏族だった。アリスは、ステュアート朝の直系の子孫であったエドモンストン家の14世紀以来の居城であるダントリート城で育った。この城は、1425年に先祖であるスコットランド国王ロバート3世の娘メアリー王女が4人目の夫カロデンのウィリアム・エドモンストーン卿が結婚した時、父ロバート3世から贈られたものである。
エドモンストン準男爵家は、第10代ダントリート卿アーチボルド・エドモンストンと妻のアン・キャンベル（第9代アーガイル伯爵アーチボルド・キャンベルはアンの父方の祖父。ジョン・エルフィンストン卿は母方の祖父。第8代エルフィンストン卿および第4代アーガイル公爵ジョン・キャンベルはアンの兄弟）の息子の第11代ダントリート卿アーチボルド・エドモンストンが、長年黒杖官および国会議員を務めたことなどの功績により創設された。
アリスは、1891年にアルベマール伯爵ウィリアム・ケッペルの三男ジョージ・ケッペルと結婚した。
夫は貴族とはいえ三男で、それほど裕福な家庭生活は期待できなかった。当時、美貌に自信はあるが暮らし向きに不満のある、ある程度階級が上の既婚婦人は、相応の社交界に出入りすることによって、いわゆる愛人契約のできる紳士と巡り会ったといわれる。現在の倫理観では考えられないが、当時の上流社会においては妻が公妾となると夫の社会的地位も上がると考えられていた。そのためアリスは夫をせき立て、ロンドンへ移り住んだ。そこで、彼女の名前は公妾として知られるようになった。1894年に生まれた長女ヴァイオレットは、実父はジョージではないと囁かれた。
人目をひく美貌に低い声、豊満な肢体のアリスは、上流の社交界へ出入りするようになり、当時56歳の王太子エドワードに見そめられた。それから彼の死までの12年間、エドワードは片時もアリスを放さなかったという。アリスは、エドワードのそばにいれば当然顔を合わせる政府高官、貴族たちにも受けが良かった。尊大な態度で利益を要求したり、また、卑屈に媚びることもしなかったためである。1900年、二女ソニアを産んでいる。
公衆の面前でエドワードと同道する際、彼女は控えめに振る舞った。自分の愛妾としての立場を十分にわきまえ、王妃への儀礼を第一に心がける彼女に、王妃アレクサンドラも、表面上ではあからさまな敵意を示さなかった。エドワードが即位してから彼女が公式な場に出席することが増えると、貴族たちは私的な園遊会に王妃とともにアリスを招くべきか、苦慮したという。
王の死後、家族とともにセイロン島で2年間暮らした。
1936年、エドワード8世が退位したとき、「ロイヤル・ミストレスは宮中儀礼を第一と心得、後はベッドに飛び込むだけ。私たちはそれを上手くやった。」と、発言した。

## 逸話
- トレフューシス家の跡取りと結婚していた長女ヴァイオレットは、作家で既婚者のヴィタ・サックヴィル＝ウェストと駆け落ち騒ぎを引き起こし、貴族の令嬢の同性愛スキャンダルとして話題になった。
- チャールズ3世の王妃カミラは曾孫にあたる。アシュコーム男爵夫人となった二女ソニアの産んだ3子のうち、長女ロザリンドがカミラの母である。